# Voice of Peace

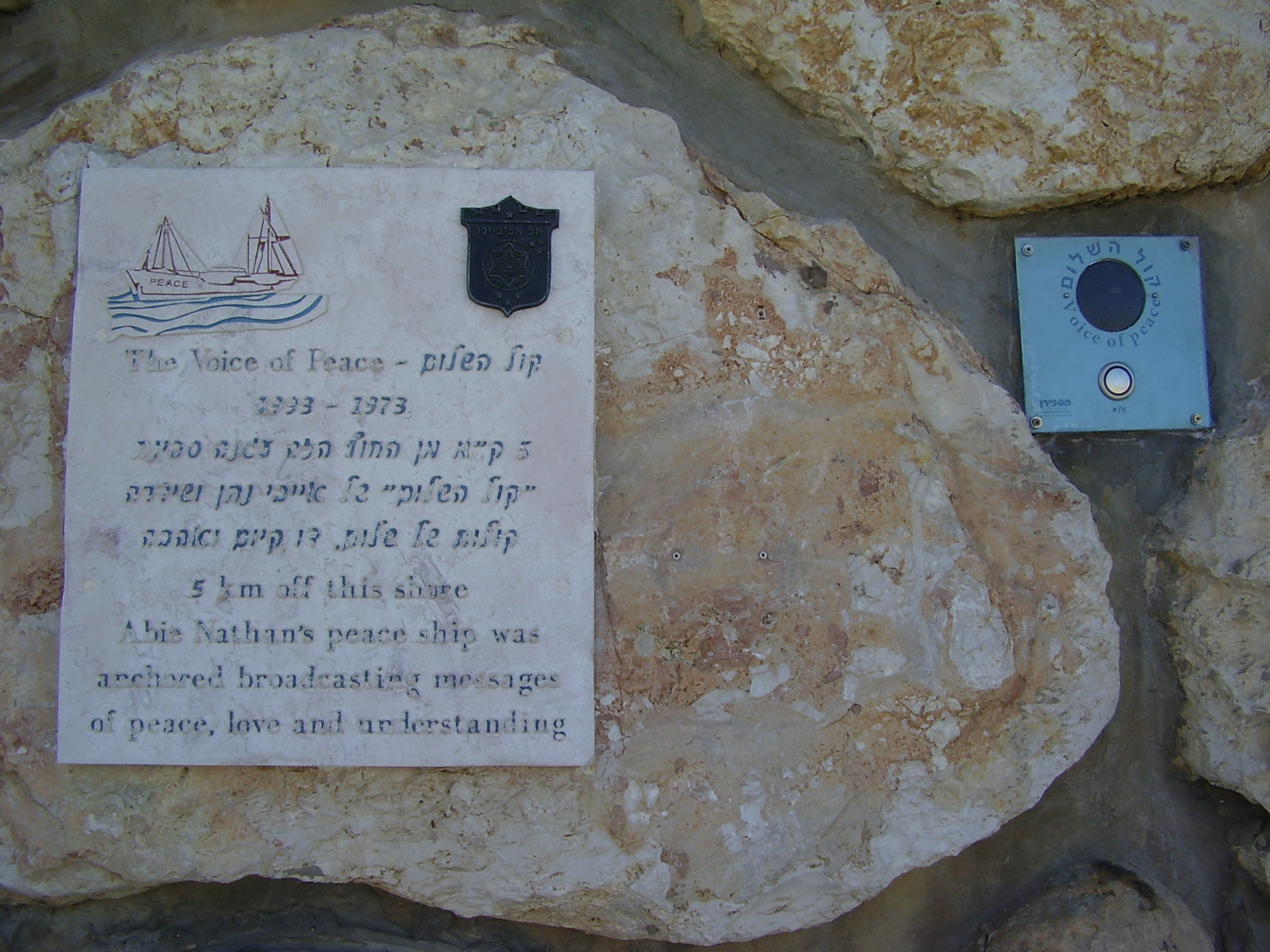
Erinnerungstafel an The Voice of Peace am Strand von Tel Aviv

Voice of Peace (hebräisch קוֹל הַשָּׁלוֹם Qōl ha-Schalōm, deutsch ‚Stimme des Friedens‘) ist der Name eines Piratensenders, der sich über viele Jahre unter dem Slogan From somewhere in the Mediterranean, we are the Voice of Peace (dt.: Von irgendwo im Mittelmeer, wir sind die Stimme des Friedens) für die Versöhnung von Arabern und Israelis eingesetzt hat. Voice of Peace wurde 1973 von Abie Nathan gegründet und betrieben. Basis des Radiosenders war fast 20 Jahre lang das in Panama registrierte Motorschiff „Peace“, ein ehemaliges niederländisches Frachtschiff (MS Cito), das außerhalb der Drei-Meilen-Zone vor Tel Aviv verankert war.
Am 1. Oktober 1993 strahlte Voice of Peace seine letzte Sendung aus. Grund hierfür war zum einen der schlechte Zustand des Sendeschiffes, zum anderen die gegenseitige Anerkennung von Israel und PLO, was zu einem (vorläufigen) Schlusspunkt des Anliegens des Senders sowie zum Ausbleiben vieler Werbeeinnahmen führte. Da es keinerlei Sponsoren oder Interessenten für das Schiff gab, wurde es vor der israelischen Küste bei Ashdod versenkt.

## Film
- The Voice of Peace – Der Traum des Abie Nathan. Dokumentarfilm von Eric Friedler, 2014.[2]